# Hermann Vámbéry

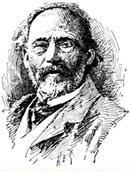
Hermann Vámbéry

Hermann Vámbéry (deutsch) oder Ármin Vámbéry (ungarisch) oder Arminius Vámbéry (lateinisch und englisch) (Geburtsname: Hermann Wamberger bzw. Bamberger oder Vamberger; * 19. März 1832 in St. Georgen bei Preßburg, Kaisertum Österreich; † 15. September 1913 in Budapest, Österreich-Ungarn) war ein ungarischer Orientalist, Turkologe, Reisender und vermutlicher Geheimagent in britischen Diensten, der zum Islam übertrat.

## Leben
Er entstammte einer armen orthodoxen jüdischen Familie, war von Geburt an gelähmt und musste seit dem Alter von zwölf Jahren für seinen Lebensunterhalt arbeiten, zunächst als Schneiderlehrling und später als Hauslehrer. Daneben betrieb er Studien der Ethnographie und Linguistik. Vámbéry genoss den Unterricht der Piaristen in St. Georgen bei Pressburg, bildete sich aber in der Folge autodidaktisch weiter und erwarb sich umfassende Kenntnisse in zahlreichen Sprachen. Nachdem er sich zunächst auf europäische Sprachen konzentriert hatte, erlernte er auch Arabisch, Türkisch und Persisch, die er fließend beherrschte.
Vom Wunsch beseelt, die asiatischen Ursprünge der Magyaren zu erforschen, reiste er mit 22 Jahren nach Konstantinopel, wo er als Lehrer für europäische Sprachen im Haus Asif Beis, dann Rifaat Paschas Gelegenheit fand, 1857 bis 1863 verschiedene türkische Dialekte und Sprachen zu erlernen. Gleichzeitig besorgte er auch Übersetzungen von Werken aus der türkischen Geschichte und veröffentlichte ein deutsch-türkisches Wörterbuch (siehe Liste der Veröffentlichungen).
Unterstützt von der Ungarischen Akademie durchpilgerte Vámbéry, als sunnitischer Derwisch verkleidet, 1861 bis 1864 die bis dahin für westliche Reisende zum Teil hermetisch verschlossenen Länder Armenien, Persien und Turkestan und brachte wertvolle geographische, ethnographische und linguistische Resultate zurück. Im Auftrag des englischen Geologischen Instituts und als britischer Agent reiste er unter dem Pseudonym Raschid Effendi über das Uralgebiet und die Ostküste des Kaspischen Meeres nach Mittelasien, wo er die Baschkiren zwar als Verwandte der Ungarn ausmachte, aber nur einen Sprachbund konstatierte. Nach Aufenthalten in Chiwa, Teheran, Trapezunt, Buchara, Samarkand und Herat kehrte er nach Konstantinopel zurück. Sein Reisebericht Travels and Adventures in Central Asia erschien 1864 und wurde in ganz Europa mit großem Interesse aufgenommen. Besonders galt dies für England, das zu dieser Zeit mit Russland um die Vorherrschaft in Zentralasien kämpfte (The Great Game).

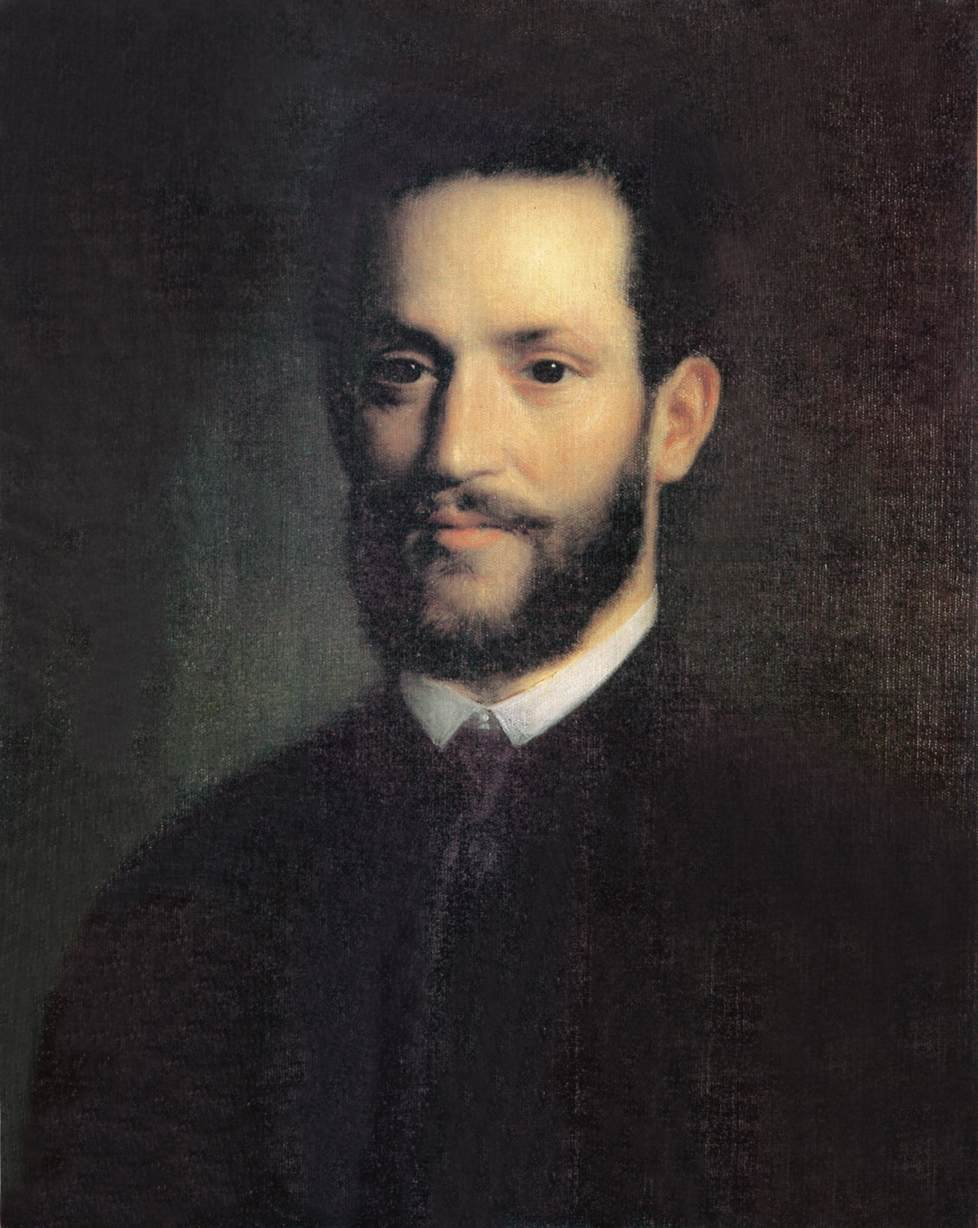
Hermann Vámbery, 1861

Nach seiner Rückkehr aus Asien im Frühling 1864 wurde Vámbéry in London ein begeisterter Empfang zuteil, worauf er eine Professur an der Universität Budapest annahm. Von 1865 bis 1905 war er in Budapest Professor für orientalische Sprachen und galt als ein entschiedener Gegner der Finnougristik. Vambery leugnete eine Sprachverwandtschaft zwischen Finnen und Ungarn und klassifizierte die ungarische Sprache als eine mit ugrischen Elementen versetzte Turksprache. Diese These wird heute nicht mehr vertreten, Ungarisch gilt als ugrische Sprache mit starken turksprachigen Einflüssen. Seine Werke – auch einige Romane – erschienen in Englisch, Deutsch und Ungarisch. Zu seinen Schülern gehörte der Orientalist Ignaz Goldziher.
Vámbérys Sohn war Rustem Vámbéry (1872–1948), ungarischer Strafrechtler und Politiker; 1902 wurde er Mitglied der juristischen Fakultät der Universität Budapest, 1919 ordentlicher Professor und Dekan und Mitglied des ungarischen Nationalrates von 1918.

## Zionismus
Vámbéry war u. a. persönlicher Freund von Sultan Abdülhamid II. (den er zuweilen in Briefen an Herzl jiddisch-verächtlich „mamser-ben-nennide“ = Hurensohn, Bastard, Sohn einer Unreinen, nannte) und unterstützte den damals entstehenden politischen Zionismus, indem er nach langem Hin und Her Herzl im Jahre 1901 eine Audienz beim Sultan verschaffte.
Im Juni 1900 war Vámbéry beim Sultan; Herzl setzte alles in Bewegung, dass der ihm eine Audienz beim Sultan verschaffe, woraus nichts wurde. Die Begründungen verschiedener beteiligter Personen widersprachen sich. Schließlich besuchte Herzl ihn in Tirol (16. Juni 1900) und schrieb darüber in seinen Tagebüchern:

„Ich habe einen der interessantesten Menschen kennen gelernt in diesem hinkenden 70jährigen, ungarischen Juden, der nicht weiß ob er mehr Türke oder Engländer ist, deutsch schriftstellert, 12 Sprachen mit gleicher Perfection spricht u. 5 Religionen bekannt hat, wovon er in zweien Priester war. Bei der intimen Kenntnis so vieler Religionen musste er natürlich Atheist werden. Er erzählte mir 1001 Geschichte aus dem Orient, von seiner Intimität mit dem Sultan etc. Er fasste sofort volles Vertrauen zu mir u. sagte mir unter Ehrenwort, er sei englischer u. türkischer Geheimagent. Die Professur in Ungarn ein Aushängeschild, nachdem es lange eine Marter gewesen inmitten einer judenfeindlichen Gesellschaft. Er zeigte mir eine Menge geheimer Schriftstücke, allerdings in türkischer Sprache, die ich nicht lesen, nur bewundern kann. U. A. eigenhändige Aufzeichnungen des Sultans. Hechler schickte er gleich schroff weg, denn er wollte mit mir allein sein. Er begann: „Ich will kein Geld haben ich bin ein reicher Mann. Goldene Beefsteaks kann ich nicht essen. Eine viertel Million hab’ ich, ich brauche nicht die Hälfte meiner Zinsen. Wenn ich Ihnen helfe, ist’s wegen der Sache.“ Er ließ sich von mir alle Details unseres Planes, Geld etc. sagen. Er vertraute mir an, der Sultan habe ihn gerufen, um in den europäischen Blättern Stimmung für ihn zu machen. Ob ich da mithelfen könne? Ich antwortete evasiv. Zwischendurch kam er immer wieder auf die Denkwürdigkeiten seines Lebens zurück, die allerdings groß waren. Durch Disraeli wurde er Agent Englands. In der Türkei begann er als Sänger in Kaffeehäusern, anderthalb Jahre später war er Intimus des Großveziers. Er könnte in Yildiz [in den Gemächern des Sultans] schlafen, meint aber, man könne ihn da ermorden. Er isst an des Sultans Tisch – in der Intimität mit den Fingern aus der Schüssel – aber er kann den Gedanken der Vergiftung nicht loskriegen. Und hundert andere solche pittoreske Sachen. Ich sagte ihm … schreiben Sie dem Sultan er möge mich empfangen, 1. weil ich ihm in der Presse Dienste leisten kann, 2. weil die blosse Thatsache meines Erscheinens ihm seinen Credit hebt. Am liebsten wäre mir, wenn Sie der Dolmetsch wären. Aber er fürchtet die Strapazen der Sommerreise. Meine Zeit war um. Es blieb im Ungewissen, ob er was thun wird … Aber er umarmte und küsste mich, als ich Abschied nahm …“

Nachdem Vámbéry Herzl gegenüber betont hatte, dass er sich nicht des Geldes, sondern der gerechten Sache wegen für den Zionismus einsetzen werde, verlangte er kurz darauf 5.000 britische Pfund für die Ermöglichung einer Audienz bzw. die Vermittlung eines jüdischen Kredits an die Türkei sowie eine schriftliche Garantieerklärung über die entsprechende Provisionszahlung.
Ende Dezember 1900 meldeten die Zeitungen, dass die Türkei wegen des politischen Zionismus verschärfte Einwanderungsbeschränkungen für Palästina erlassen habe; darauf schrieb Herzl Vámbéry (28. Dezember 1900):

„Ich halte das nicht nur für kein schlechtes Zeichen, sondern für ein gutes. Die Hure [gemeint ist die Türkei] will den Preis hinaufsetzen, darum sagt sie, dass sie nicht zu haben sei. Am I right?“

Anfang Januar 1901 versuchte Herzl, über Vámbéry sich den Sultan gefügig zu machen, indem er direkte Drohungen ausstieß: Die Juden würden der Türkei alle Geldquellen abschneiden, wenn sie sich nicht etwas gefälliger zeigte.
Im August 1901 forderte Herzl, Vámbéry solle dem Sultan nochmals klarmachen, was Herzl und die Zionisten alles für ihn tun können, Herzl hätte dem Sultan sogar einen „Torpedozerstörer besorgen“ und ihm die französische Demütigung ersparen können [die Franzosen hatten zur Durchsetzung einer strittigen Forderung gegen die Türkei mit Kriegsschiffen die Insel Mytilene besetzt und waren erst abgezogen, nachdem das osmanische Reich sich zu einer ratenweisen Bezahlung verpflichtet hatte]; im Übrigen bot Herzl Vámbéry 300.000 Gulden für die Besorgung des Charters zur jüdischen Besiedlung Palästinas; das Geld könne er nach Belieben zur Erreichung des Zwecks einsetzen oder für sich behalten, nur das Ergebnis zähle. Der Brief zeigte Wirkung: Vámbéry, der angeblich kein Geld benötigte, antwortete, er wolle im Zweifel selbst einen wichtigen Posten in der osmanischen Regierung einnehmen oder sogar den Sultan stürzen.
Der Kontakt Herzls zu Vámbéry war zustande gekommen auf Anraten von Tobias Marcus aus Meran; Marcus, einer der ersten Zionisten Italiens, hatte Vámbéry in einem Brief an Herzl (13. September 1898) wie folgt charakterisiert:

„Wie ich bereits angedeutet, ist V. eine extrem complicirte Individualität. Vor allem ein genialer Mensch, aber – ohne Feinheit, ohne Erziehung und ohne Gemüth. Voll von sich und seiner Wichtigkeit sieht er auf jeden herab, der in der Oeffentlichkeit etwas bedeutet. Verächter aller Confessionen u. des Patriotismus, angeblich grösster Freidenker u. Cosmopolit, verherrlicht er den Islam und verehrt er England. Alles in Allem, ein sich stark verehrender u. in Widersprüchen bewegender Mensch dessen Aussprüche nicht durchwegs ernst zu nehmen sind, dem man aber mit der grössten Vorsicht näher treten muss, denn seine Gegnerschaft ist gefährlich.“

Als Herzls Agent in Konstantinopel wirkte Dr. Soma Wellisch (1866–1926), ein in Ungarn geborener jüdischer Arzt, der lange Jahre die Gesundheitsabteilung des türkischen Innenministeriums leitete. Er war Vertrauter Vámbérys beim Sultan.

## Dracula
Vámbéry kommt im Roman Dracula von Bram Stoker, der 1897 erschien, als Arminius aus Budapest und Freund Abraham van Helsings vor. Die Theorie, dass Vámbéry Stoker von Vlad III. Drăculea erzählte, aus dem Stoker die fiktive Figur des Vampirs Dracula entwickelt haben soll, ist unbelegt. Weder hat Vámbéry zu Vlad III. publiziert, noch finden sich entsprechende Referenzen in Stokers Notizen.

## Veröffentlichungen
- Deutsch-türkisches Taschenwörterbuch. Konstantinopel 1858
- Abuschka. tschagataisches Wörterbuch, aus orientalischen Handschriften ediert und übersetzt, Pest 1861 (ungarisch)
- Reise in Mittelasien. Leipzig 1865, 2. Auflage 1873, welche Arbeit vielfach übersetzt wurde
  - Neuauflage Man nannte mich Reschid Efendi. Reisen in Mittelasien. Brockhaus, Leipzig 1990, ISBN 3-325-00293-5
- Tschagataische Sprachstudien. Leipzig 1867
- Meine Wanderungen und Erlebnisse in Persien. Leipzig 1867
- Skizzen aus Mittelasien. Ergänzungen zu meiner Reise in Mittelasien. F. A. Brockhaus, Leipzig 1868 (Digitalisat).
- Uigurische Sprachmonumente und das Kudatku-Bilik. Innsbruck 1870
- Geschichte Bocharas. Stuttgart 1872, 2 Bände
- Der Islam im 19. Jahrhundert. Leipzig 1875 (online – Internet Archive)
- Sittenbilder aus dem Morgenland. Berlin 1876
- Etymologisches Wörterbuch der turkotatarischen Sprachen. Leipzig 1878
- Die primitive Kultur des turkotatarischen Volkes auf Grund sprachlicher Forschungen. Leipzig 1879
- Der Ursprung der Magyaren. Leipzig 1882
- Das Türkenvolk in seinen ethnologischen und ethnographischen Beziehungen. Leipzig 1885
- Die Scheibaniade, ein özbegisches Heldengedicht. Text und Übersetzung, Budapest 1885
- Westlicher Kultureinfluß im Osten. Berlin 1906